# Vigala
Vigala è stato un comune rurale dell'Estonia centrale, nella contea di Raplamaa. Il centro amministrativo è la località (in estone küla) di Kivi-Vigala.

## Località
Oltre al capoluogo, il comune comprende altre 26 località:
Araste - Avaste - Jädivere - Kausi - Kesu - Kivi-Vigala - Kojastu - Konnapere - Kurevere - Läti - Leibre - Manni - Naravere - Oese - Ojapere - Päärdu - Paljasmaa - Palase - Pallika - Rääski - Sääla - Tiduvere - Tõnumaa - Vaguja - Vanamõisa - Vana-Vigala - Vängla